# Danh sách Thủ tướng Algérie
Danh sách Thủ tướng Chính phủ của Algérie kể từ khi hình thành Chính phủ Lâm thời Cộng hòa Algérie (GPRA) lưu vong tại Cairo, Ai Cập vào năm 1958 trong chiến tranh Algérie, độc lập năm 1962, đến nay.
Tổng cộng có mười lăm người đã từng là Thủ tướng Algérie (không kể hai Chủ tịch của GPRA và một Quyền Thủ tướng). Ngoài ra, Ahmed Ouyahia, đã giữ chức ba nhiệm kỳ không liên tục.

## Chú giải
Chính đảng
- Mặt trận Giải phóng Quốc gia
- Đảng Cách mạng Xã hội chủ nghĩa
- Đại hội Dân tộc vì Dân chủ/Đại hội Dân chủ Dân tộc

Thành phần khác
- Quân đội
- Không đảng phái

Trạng thái
- Đảm nhiệm quyền lãnh đạo Chính phủ

## Danh sách
| Thứ                             | Thứ  | Chân dung                                | Tên (Sinh–Mất) Chức vụ                                                                        | Nhiệm kỳ                                                              | Nhiệm kỳ   | Nhiệm kỳ                                       | Chính đảng                   | Lập pháp (Bầu cử)                    | Nguyên thủ Quốc gia (Nhiệm kỳ) | Nguyên thủ Quốc gia (Nhiệm kỳ)                       |
| ------------------------------- | ---- | ---------------------------------------- | --------------------------------------------------------------------------------------------- | --------------------------------------------------------------------- | ---------- | ---------------------------------------------- | ---------------------------- | ------------------------------------ | ------------------------------ | ---------------------------------------------------- |
|                                 | —    |                                          | Ferhat Abbas فرحات عباس (1899–1985) Chủ tịch Chính quyền lâm thời Cộng hòa Algérie            | •                                                                     | 19/9/1958  | 27/8/1961                                      | Mặt trận Giải phóng Quốc gia | Không có                             |                                | Ferhat Abbas فرحات عباس (1958–1961)                  |
|                                 | —    |                                          | Benyoucef Benkhedda بن يوسف بن خدة (1920–2003) Chủ tịch Chính quyền lâm thời Cộng hòa Algérie | •                                                                     | 27/8/1961  | 22/7/1962                                      | Mặt trận Giải phóng Quốc gia | Không có                             |                                | Benyoucef Benkhedda بن يوسف بن خدة (1961–1962)       |
|                                 | —    | Abderrahmane Farès عبدالرحمن فارس (1962) | Benyoucef Benkhedda بن يوسف بن خدة (1920–2003) Chủ tịch Chính quyền lâm thời Cộng hòa Algérie | •                                                                     | 27/8/1961  | 22/7/1962                                      | Mặt trận Giải phóng Quốc gia | Không có                             |                                |                                                      |
| Chức vụ khuyết (1962)           |      |                                          |                                                                                               |                                                                       |            |                                                |                              |                                      |                                |                                                      |
|                                 | 1    |                                          | Ahmed Ben Bella أحمد بن بلّة (1916–2012) Chủ tịch Hội đồng Bộ trưởng                           | 1                                                                     | 27/9/1962  | 20/9/1963                                      | Mặt trận Giải phóng Quốc gia | I (1962)                             |                                | Ferhat Abbas فرحات عباس (1962–1963)                  |
| Chức vụ bãi bỏ (1963–1976)      |      |                                          |                                                                                               |                                                                       |            |                                                |                              |                                      |                                |                                                      |
| Chức vụ khuyết (1976–1979)      |      |                                          |                                                                                               |                                                                       |            |                                                |                              |                                      |                                |                                                      |
|                                 | 2    |                                          | Mohamed Ben Ahmed Abdelghani محمد بن أحمد عبد الغني (1927–1996) Thủ tướng Chính phủ           | 1                                                                     | 8/3/1979   | 22/1/1984                                      | Mặt trận Giải phóng Quốc gia | III (1977)                           |                                | Chadli Bendjedid شاذلي بن جديد (1979–1992)           |
| 2                               | 2    |                                          | Mohamed Ben Ahmed Abdelghani محمد بن أحمد عبد الغني (1927–1996) Thủ tướng Chính phủ           |                                                                       | 8/3/1979   | 22/1/1984                                      | Mặt trận Giải phóng Quốc gia | III (1977)                           |                                | Chadli Bendjedid شاذلي بن جديد (1979–1992)           |
| 3                               | 2    | IV (1982)                                | Mohamed Ben Ahmed Abdelghani محمد بن أحمد عبد الغني (1927–1996) Thủ tướng Chính phủ           |                                                                       | 8/3/1979   | 22/1/1984                                      | Mặt trận Giải phóng Quốc gia |                                      |                                | Chadli Bendjedid شاذلي بن جديد (1979–1992)           |
|                                 | 3    | IV (1982)                                |                                                                                               | Abdelhamid Brahimi عبد الحميد براهيمي (1936–2021) Thủ tướng Chính phủ | 1          | 22/1/1984                                      | 5/11/1988                    | Mặt trận Giải phóng Quốc gia         |                                | Chadli Bendjedid شاذلي بن جديد (1979–1992)           |
| 2                               | 3    | IV (1982)                                |                                                                                               | Abdelhamid Brahimi عبد الحميد براهيمي (1936–2021) Thủ tướng Chính phủ |            | 22/1/1984                                      | 5/11/1988                    | Mặt trận Giải phóng Quốc gia         |                                | Chadli Bendjedid شاذلي بن جديد (1979–1992)           |
|                                 | 4    |                                          | Kasdi Merbah قاصدي مرباح (1938–1993) Lãnh đạo Chính phủ                                       | •                                                                     | 5/11/1988  | 9/9/1989                                       | Mặt trận Giải phóng Quốc gia | V (1987)                             |                                | Chadli Bendjedid شاذلي بن جديد (1979–1992)           |
|                                 | 5    |                                          | Mouloud Hamrouche مولود حمروش (1943–) Lãnh đạo Chính phủ                                      | 1                                                                     | 9/9/1989   | 5/6/1991                                       | Mặt trận Giải phóng Quốc gia | V (1987)                             |                                | Chadli Bendjedid شاذلي بن جديد (1979–1992)           |
| 2                               | 5    |                                          | Mouloud Hamrouche مولود حمروش (1943–) Lãnh đạo Chính phủ                                      |                                                                       | 9/9/1989   | 5/6/1991                                       | Mặt trận Giải phóng Quốc gia | V (1987)                             |                                | Chadli Bendjedid شاذلي بن جديد (1979–1992)           |
|                                 | 6    |                                          | Sid Ahmed Ghozali سيد أحمد غزالي (1937–) Lãnh đạo Chính phủ                                   | 1                                                                     | 5/6/1991   | 8/7/1992                                       | Mặt trận Giải phóng Quốc gia | V (1987)                             |                                | Chadli Bendjedid شاذلي بن جديد (1979–1992)           |
| 2                               | 6    |                                          | Sid Ahmed Ghozali سيد أحمد غزالي (1937–) Lãnh đạo Chính phủ                                   |                                                                       | 5/6/1991   | 8/7/1992                                       | Mặt trận Giải phóng Quốc gia | V (1987)                             |                                | Chadli Bendjedid شاذلي بن جديد (1979–1992)           |
| 3                               | 6    |                                          | Sid Ahmed Ghozali سيد أحمد غزالي (1937–) Lãnh đạo Chính phủ                                   |                                                                       | 5/6/1991   | 8/7/1992                                       | Mặt trận Giải phóng Quốc gia |                                      |                                | Chadli Bendjedid شاذلي بن جديد (1979–1992)           |
| Hội đồng Tư vấn Quốc gia (1992) | 6    |                                          | Sid Ahmed Ghozali سيد أحمد غزالي (1937–) Lãnh đạo Chính phủ                                   | Mohamed Boudiaf محمد بوضياف (1992)                                    | 5/6/1991   | 8/7/1992                                       | Mặt trận Giải phóng Quốc gia |                                      |                                |                                                      |
| Hội đồng Tư vấn Quốc gia (1992) |      | 7                                        |                                                                                               | Belaid Abdessalam بلعيد عبد السلام (1928–) Lãnh đạo Chính phủ         | •          | 8/7/1992                                       | 21/8/1993                    | Mặt trận Giải phóng Quốc gia         |                                | Ali Kafi علي حسين كافي (1992–1994)                   |
| Hội đồng Tư vấn Quốc gia (1992) |      | 8                                        |                                                                                               | Redha Malek رضا مالك (1931–) Lãnh đạo Chính phủ                       | •          | 21/8/1993                                      | 11/4/1994                    | Không đảng phái                      |                                | Ali Kafi علي حسين كافي (1992–1994)                   |
|                                 | 9    |                                          | Mokdad Sifi مقداد سيفي (1940–) Lãnh đạo Chính phủ                                             | 1                                                                     | 11/4/1994  | 31/12/1995                                     | Mặt trận Giải phóng Quốc gia | Hội đồng Chuyển tiếp Quốc gia (1994) |                                | Liamine Zéroual اليمين زروال (1994–1999)             |
| 2                               | 9    |                                          | Mokdad Sifi مقداد سيفي (1940–) Lãnh đạo Chính phủ                                             |                                                                       | 11/4/1994  | 31/12/1995                                     | Mặt trận Giải phóng Quốc gia | Hội đồng Chuyển tiếp Quốc gia (1994) |                                | Liamine Zéroual اليمين زروال (1994–1999)             |
|                                 | 10   |                                          | Ahmed Ouyahia أحمد أويحيى (1952–) Lãnh đạo Chính phủ                                          | 1                                                                     | 31/12/1995 | 15/12/1998                                     | Không đảng phái              | Hội đồng Chuyển tiếp Quốc gia (1994) |                                | Liamine Zéroual اليمين زروال (1994–1999)             |
|                                 | 10   | 2                                        | Ahmed Ouyahia أحمد أويحيى (1952–) Lãnh đạo Chính phủ                                          | Đại hội Dân tộc vì Dân chủ                                            | 31/12/1995 | 15/12/1998                                     | VI (1997)                    |                                      |                                | Liamine Zéroual اليمين زروال (1994–1999)             |
|                                 | 11   |                                          | Smail Hamdani اسماعيل حمداني (1930–) Lãnh đạo Chính phủ                                       | •                                                                     | 15/12/1998 | 23/12/1999                                     | VI (1997)                    | Mặt trận Giải phóng Quốc gia         |                                | Liamine Zéroual اليمين زروال (1994–1999)             |
|                                 | 12   |                                          | Ahmed Benbitour أحمد بن بيتور (1946–) Lãnh đạo Chính phủ                                      | •                                                                     | 23/12/1999 | 27/8/2000                                      | VI (1997)                    | Độc lập                              |                                | Abdelaziz Bouteflika عبد العزيز بوتفليقة (1999–2019) |
|                                 | 13   |                                          | Ali Benflis على بن فليس (1944–) Lãnh đạo Chính phủ                                            | 1                                                                     | 27/8/2000  | 5/5/2003                                       | VI (1997)                    | Mặt trận Giải phóng Quốc gia         |                                | Abdelaziz Bouteflika عبد العزيز بوتفليقة (1999–2019) |
| 2                               | 13   |                                          | Ali Benflis على بن فليس (1944–) Lãnh đạo Chính phủ                                            |                                                                       | 27/8/2000  | 5/5/2003                                       | VI (1997)                    | Mặt trận Giải phóng Quốc gia         |                                | Abdelaziz Bouteflika عبد العزيز بوتفليقة (1999–2019) |
| 3                               | 13   | VII (2002)                               | Ali Benflis على بن فليس (1944–) Lãnh đạo Chính phủ                                            |                                                                       | 27/8/2000  | 5/5/2003                                       |                              | Mặt trận Giải phóng Quốc gia         |                                | Abdelaziz Bouteflika عبد العزيز بوتفليقة (1999–2019) |
|                                 | (10) | VII (2002)                               |                                                                                               | Ahmed Ouyahia أحمد أويحيى (1952–) Lãnh đạo Chính phủ                  | 3          | 5/5/2003                                       | 24/5/2006                    | Đại hội Dân tộc vì Dân chủ           |                                | Abdelaziz Bouteflika عبد العزيز بوتفليقة (1999–2019) |
| 4                               | (10) | VII (2002)                               |                                                                                               | Ahmed Ouyahia أحمد أويحيى (1952–) Lãnh đạo Chính phủ                  |            | 5/5/2003                                       | 24/5/2006                    | Đại hội Dân tộc vì Dân chủ           |                                | Abdelaziz Bouteflika عبد العزيز بوتفليقة (1999–2019) |
| 5                               | (10) | VII (2002)                               |                                                                                               | Ahmed Ouyahia أحمد أويحيى (1952–) Lãnh đạo Chính phủ                  |            | 5/5/2003                                       | 24/5/2006                    | Đại hội Dân tộc vì Dân chủ           |                                | Abdelaziz Bouteflika عبد العزيز بوتفليقة (1999–2019) |
|                                 | 14   |                                          | Abdelaziz Belkhadem عبد العزيز بلخادم (1945–) Lãnh đạo Chính phủ                              | 1                                                                     | 24/5/2006  | 23/6/2008                                      | Mặt trận Giải phóng Quốc gia | VIII (2007)                          |                                | Abdelaziz Bouteflika عبد العزيز بوتفليقة (1999–2019) |
| 2                               | 14   |                                          | Abdelaziz Belkhadem عبد العزيز بلخادم (1945–) Lãnh đạo Chính phủ                              |                                                                       | 24/5/2006  | 23/6/2008                                      | Mặt trận Giải phóng Quốc gia | VIII (2007)                          |                                | Abdelaziz Bouteflika عبد العزيز بوتفليقة (1999–2019) |
|                                 | (10) |                                          | Ahmed Ouyahia أحمد أويحيى (1952–) Thủ tướng Chính phủ                                         | 6                                                                     | 23/6/2008  | 3/9/2012                                       | Đại hội Dân tộc vì Dân chủ   | VIII (2007)                          |                                | Abdelaziz Bouteflika عبد العزيز بوتفليقة (1999–2019) |
| 7                               | (10) |                                          | Ahmed Ouyahia أحمد أويحيى (1952–) Thủ tướng Chính phủ                                         |                                                                       | 23/6/2008  | 3/9/2012                                       | Đại hội Dân tộc vì Dân chủ   | VIII (2007)                          |                                | Abdelaziz Bouteflika عبد العزيز بوتفليقة (1999–2019) |
| 8                               | (10) |                                          | Ahmed Ouyahia أحمد أويحيى (1952–) Thủ tướng Chính phủ                                         |                                                                       | 23/6/2008  | 3/9/2012                                       | Đại hội Dân tộc vì Dân chủ   | VIII (2007)                          |                                | Abdelaziz Bouteflika عبد العزيز بوتفليقة (1999–2019) |
| 9                               | (10) |                                          | Ahmed Ouyahia أحمد أويحيى (1952–) Thủ tướng Chính phủ                                         |                                                                       | 23/6/2008  | 3/9/2012                                       | Đại hội Dân tộc vì Dân chủ   | VIII (2007)                          |                                | Abdelaziz Bouteflika عبد العزيز بوتفليقة (1999–2019) |
|                                 | 15   |                                          | Abdelmalek Sellal عبد المالك سلال (1948–) Thủ tướng Chính phủ                                 | 1                                                                     | 3/9/2012   | 13/3/2014                                      | Mặt trận Giải phóng Quốc gia | IX (2012)                            |                                | Abdelaziz Bouteflika عبد العزيز بوتفليقة (1999–2019) |
| 2                               | 15   |                                          | Abdelmalek Sellal عبد المالك سلال (1948–) Thủ tướng Chính phủ                                 |                                                                       | 3/9/2012   | 13/3/2014                                      | Mặt trận Giải phóng Quốc gia | IX (2012)                            |                                | Abdelaziz Bouteflika عبد العزيز بوتفليقة (1999–2019) |
|                                 | —    |                                          | Youcef Yousfi يوسف اليوسفي (1941–) Quyền Thủ tướng Chính phủ                                  | •                                                                     | 13/3/2014  | 29/4/2014                                      | Đại hội Dân tộc vì Dân chủ   | IX (2012)                            |                                | Abdelaziz Bouteflika عبد العزيز بوتفليقة (1999–2019) |
|                                 | (15) |                                          | Abdelmalek Sellal عبد المالك سلال (1948–) Thủ tướng Chính phủ                                 | 3                                                                     | 29/4/2014  | 25/5/2017                                      | Mặt trận Giải phóng Quốc gia | IX (2012)                            |                                | Abdelaziz Bouteflika عبد العزيز بوتفليقة (1999–2019) |
| 4                               | (15) |                                          | Abdelmalek Sellal عبد المالك سلال (1948–) Thủ tướng Chính phủ                                 |                                                                       | 29/4/2014  | 25/5/2017                                      | Mặt trận Giải phóng Quốc gia | IX (2012)                            |                                | Abdelaziz Bouteflika عبد العزيز بوتفليقة (1999–2019) |
| 5                               | (15) |                                          | Abdelmalek Sellal عبد المالك سلال (1948–) Thủ tướng Chính phủ                                 |                                                                       | 29/4/2014  | 25/5/2017                                      | Mặt trận Giải phóng Quốc gia | IX (2012)                            |                                | Abdelaziz Bouteflika عبد العزيز بوتفليقة (1999–2019) |
|                                 | 16   |                                          | Abdelmadjid Tebboune عبد المجيد تبون (1945–) Thủ tướng Chính phủ                              | •                                                                     | 25/5/2017  | 15/8/2017                                      | Mặt trận Giải phóng Quốc gia | X (2017)                             |                                | Abdelaziz Bouteflika عبد العزيز بوتفليقة (1999–2019) |
|                                 | (10) |                                          | Ahmed Ouyahia أحمد أويحيى (1952–) Thủ tướng Chính phủ                                         | 10                                                                    | 16/8/2017  | 12/3/2019                                      | Đại hội Dân tộc vì Dân chủ   | X (2017)                             |                                | Abdelaziz Bouteflika عبد العزيز بوتفليقة (1999–2019) |
|                                 | 17   |                                          | Noureddine Bedoui نور الدين بدوي (1959–) Thủ tướng Chính phủ                                  | •                                                                     | 12/3/2019  | 2/4/2019                                       | Mặt trận Giải phóng Quốc gia | X (2017)                             |                                | Abdelaziz Bouteflika عبد العزيز بوتفليقة (1999–2019) |
| 2/4/2019                        | 17   | 19/12/2019                               | Noureddine Bedoui نور الدين بدوي (1959–) Thủ tướng Chính phủ                                  | •                                                                     |            | Abdelkader Bensalah عبد القـادر بن صالح (2019) | Mặt trận Giải phóng Quốc gia | X (2017)                             |                                |                                                      |
|                                 | —    |                                          | Sabri Boukadoum صبري بوقادوم (1958–) Quyền Thủ tướng Chính phủ                                | •                                                                     | 19/12/2019 | 28/12/2019                                     | Độc lập                      | X (2017)                             |                                | Abdelmadjid Tebboune عبد المجيد تبون (2019)          |
|                                 | 18   |                                          | Abdelaziz Djerad عبد العزيز جراد (1954–) Thủ tướng Chính phủ                                  | 1                                                                     | 28/12/2019 | 30/6/2021                                      | Mặt trận Giải phóng Quốc gia | X (2017)                             |                                | Abdelmadjid Tebboune عبد المجيد تبون (2019)          |
| 2                               | 18   |                                          | Abdelaziz Djerad عبد العزيز جراد (1954–) Thủ tướng Chính phủ                                  |                                                                       | 28/12/2019 | 30/6/2021                                      | Mặt trận Giải phóng Quốc gia | X (2017)                             |                                | Abdelmadjid Tebboune عبد المجيد تبون (2019)          |
| 3                               | 18   |                                          | Abdelaziz Djerad عبد العزيز جراد (1954–) Thủ tướng Chính phủ                                  |                                                                       | 28/12/2019 | 30/6/2021                                      | Mặt trận Giải phóng Quốc gia | X (2017)                             |                                | Abdelmadjid Tebboune عبد المجيد تبون (2019)          |
|                                 | 19   |                                          | Aymen Benabderrahmane أيمن بن عبد الرحمان (1966–) Thủ tướng Chính phủ                         | •                                                                     | 30/6/2021  | 11/11/2023                                     | Độc lập                      | XI (2021)                            |                                | Abdelmadjid Tebboune عبد المجيد تبون (2019)          |
|                                 | 20   |                                          | Nadir Larbaoui نذير العرباوي (1949–) Thủ tướng Chính phủ                                      | •                                                                     | 11/11/2023 | nay                                            | Độc lập                      | XI (2021)                            |                                | Abdelmadjid Tebboune عبد المجيد تبون (2019)          |